# Група армии „Африка“
Група армии „Африка“ (на немски: Heeresgruppe Afrika) бива свормирана предимно от силите на Оста състояща се от немски и италиански войски.
- Танкова група „Африка“ (Panzergruppe Afrika) – август 1941 – януари 1942 г.
- Танкова армия „Африка“ (Panzerarmee Afrika) – януари 1942 – октомври 1942 г.
- Германо-италианска танкова армия (Deutsch-Italienische Panzerarmee) – октомври 1942 – февруари 1943 г.
- Група армии „Африка“ (Heeresgruppe Afrika) – февруари 1943 – май 1943 г.

## История
Група армии „Африка“ е създадена на 23 февруари 1943 г. от Върховното командване на германо-италианската танкова армия и организациония щаб на Тунис. Армията също е и под командването на юга (Oberbefehlshaber Süd) или OB Süd – командирен щаб на Западния фронт.
Състои се от разгромени части на 1-ва италианска армия (Бившата Танкова армия „Африка“) и 5-а танкова армия. Първоначално тя е командвана за кратко от генерал-фелдмаршал Ервин Ромел, но след като бил привикан обратно в Германия командването на армията поема генерал-полковник Ханс-Юрген фон Арним. Командирния-щаб на юга по онова време бил под италианско командване.
От 9 май до 13 май 1943 г. армията се предава на отделни части в Африка. Първо капитулира 1-ва италианска армия, а по-късно и генерал-полковник Ханс-Юрген фон Арним, който вече бил пленен заедно с целия си отдел от британо-индийската 4-та пехотна дивизия (нещо подобно на това, което вече бе направил генерал-фелдмаршал Фридрих Паулус в Сталинград).

## Командващи групата армии
- Генерал-фелдмаршал Ервин Ромел – 23 февруари 1943 г.
- Генерал-полковник Ханс-Юрген фон Арним – 9 март 1943 г.

### Началници на щаба
- Полковник Фриц Байерлайн – 22 февруари 1943
- Генерал-лейтенант Алфред Гаузе – 1 март 1943

## Части на подчинение
| Състав                               |
| ------------------------------------ |
| 1-ва италианска армия                |
| 20-и моторизиран корпус (Италиански) |
| 21-ви армейски корпус (Италиански)   |
| 5-а танкова армия                    |
| 10-а танкова дивизия                 |
| Дивизия „Херман Гьоринг“             |
| 334-та пехотна дивизия               |